# Wahlenbergia glabra
Wahlenbergia glabra är en klockväxtart som beskrevs av P.J.Sm. Wahlenbergia glabra ingår i släktet Wahlenbergia och familjen klockväxter. Inga underarter finns listade i Catalogue of Life.